# L'Étoile de la glace
L'Étoile de la glace (Ice Dreams) est un téléfilm américain réalisé par David Burton Morris et diffusé le 23 janvier 2010 sur Hallmark Channel.

## Synopsis
Amy Clayton accepte d'entraîner Nicky, une jeune patineuse, alors qu'elle a mis fin à sa carrière à la suite d'un accident quatorze ans plus tôt. Elle va ainsi aider Tim à sauver la patinoire dont il a hérité.

## Fiche technique
- Titre original : Ice Dreams
- Réalisation : David Burton Morris
- Scénario : James Bruner et Elizabeth Stevens
- Photographie : Patrick McGinley
- Musique : Matt Shelton
- Pays :  États-Unis
- Durée : 90 minutes

## Distribution
- Jessica Cauffiel (VF : Barbara Tissier) : Amy Clayton
- Shelley Long (VF : Françoise Vallon) : Harriet Clayton
- Brady Smith (en) (VF : Alexandre Gillet) : Tim King
- Jerry Stiller (VF : Michel Prud'homme) : Skipper
- Noëlle Bruno : Nicky
- Kathleen Wilhoite : Debra
- Stan Egi : Tony Chin
- Mel Fair (VF : Pierre Tessier) : Rick Newman
- Yvonne Farrow : Sasha
- Jon Lindstrom (en) : Nolan

 Source et légende : version française (VF) sur RS Doublage et selon le carton de doublage télévisuel.